# Brazieria velata
Brazieria velata é uma espécie de gastrópode  da família Zonitidae.
É endémica da Micronésia.